# Merseyrail
Merseyrail – elektryczna sieć kolei podmiejskiej w okolicach Liverpoolu. 
Linie kolejki:
- Northern Line – z Southport, Kirkby, Ormskirk do Hunts Cross
- Wirral Line – z West Kirby, New Brighton, Chester i Ellesmere Port do Moorfields

Merseyrail dysponuje dwoma typami pociągów: Class 507 i Class 508. Linię Northern wybudowano w 1979, a Wirral w 1980 r.